# Harpadon nehereus
Harpadon nehereus är en fiskart som först beskrevs av Hamilton 1822.  Harpadon nehereus ingår i släktet Harpadon och familjen Synodontidae. Inga underarter finns listade i Catalogue of Life.